# Jevíčko
Jevíčko település Csehországban, a Svitavyi járásban. Jevíčko Biskupice, Velké Opatovice, Uhřice, Bělá u Jevíčka, Březina, Chornice, Jaroměřice, Městečko Trnávka, Křenov és Víska u Jevíčka településekkel határos. Lakosainak száma 2797 fő (2024. január 1.).

## Népesség
A település lakosságának változását az alábbi diagram mutatja:
| Lakosok száma | 3565 | 3319 | 3419 | 2784 | 2754 | 2829 | 2840 | 2841 | 2792 | 2797 |
|               | 1869 | 1890 | 1921 | 1950 | 1980 | 2001 | 2017 | 2019 | 2022 | 2024 |